# Bo Isovaara
Bo Isovaara, född 1944 är en svensk författare och tyngdlyftare. Bo Isovaara har skrivit flera böcker om jakt och fiske. Även hans fru, Lisbeth Ruotimaa, medverkar i böckerna och har även tagit en del av dess bilder. Isovaara är även tyngdlyftare.

## Böcker
- Fångstmän och fällfångst (1995)
- I Hans Lidmans fotspår (1996)
- Fiskeliv på Nordkalotten (1997)
- Fiskenätter på Finnmarksvidda (1998)
- I nattsländans land - fiskeäventyr i norr (2000)
- Öringsommar (2003)